# Isla del Fraile
La isla del Fraile es una isla escarpada y pedregosa de 6,8 hectáreas de superficie situada al este de Águilas (Murcia), España. Presenta una vegetación inframediterránea, y uno de los fondos marinos más ricos del Sudeste peninsular, especialmente debido a sus poblaciones de  Posidonia oceánicas. Es lugar de paso y avistamiento de delfines y posee una importante colonia de gaviotas. Geológicamente pertenece a las cordilleras Subbéticas, con representación del complejo Maláguide y Alpujárride. Durante el período de ocupación romano, albergó una fábrica de la salsas de pescado. Ha sido declarada Espacio Natural Protegido. 
Se ha propuesto que el orónimo «Fraile» podría haber evolucionado a partir del término «farellón» (equivalente a farallón).
Se trata de un lugar popular para la práctica de deportes náuticos por lo particular de su orografía y el resguardo que ofrece frente al levante, viento predominante en la costa aguileña.

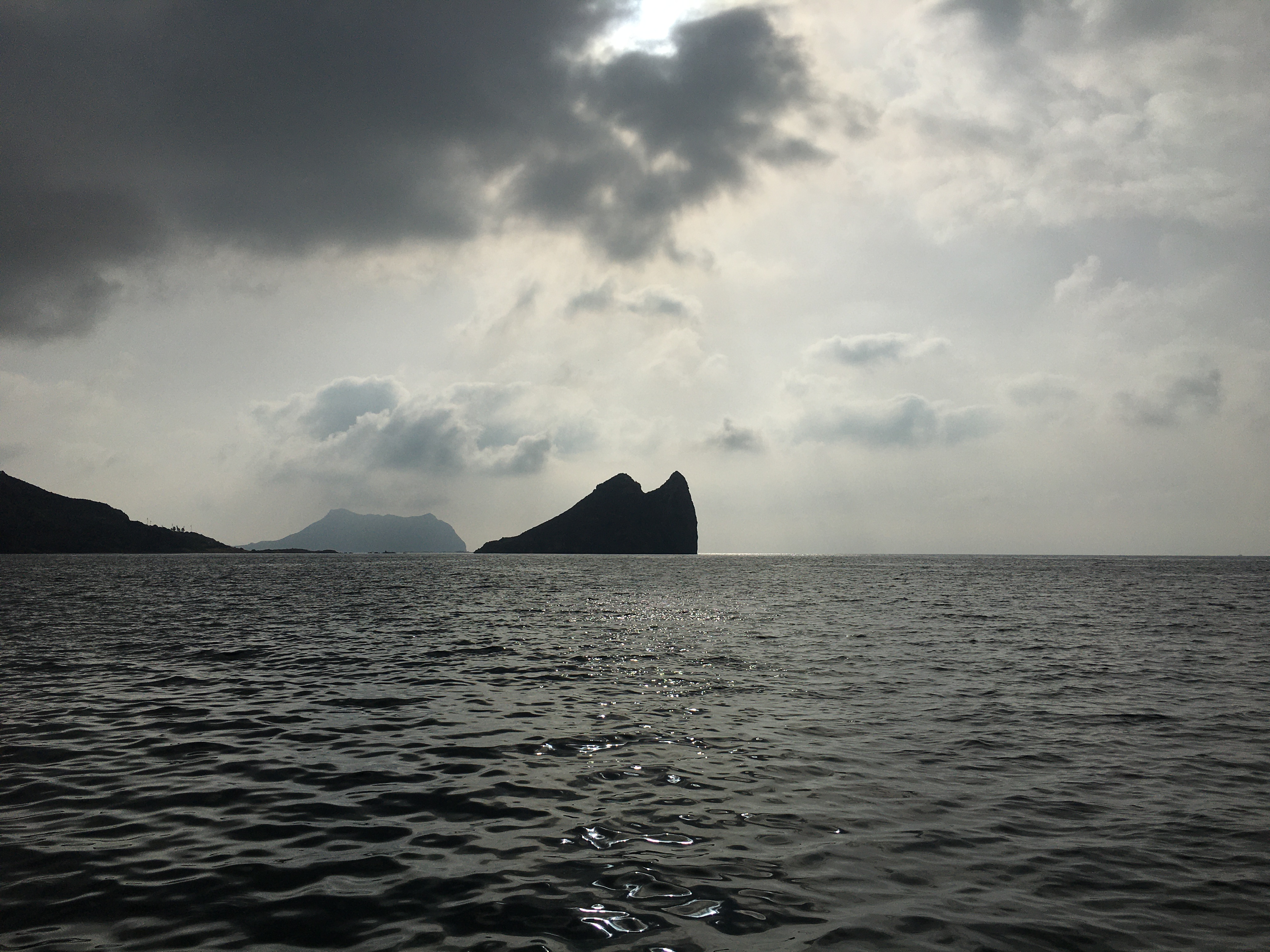